# Szypłów
Szypłów – wieś w Polsce położona w województwie wielkopolskim, w powiecie średzkim, w gminie Nowe Miasto nad Wartą.
| SIMC    | Nazwa   | Rodzaj    |
| ------- | ------- | --------- |
| 0590958 | Tokarów | część wsi |

W latach 1975–1998 miejscowość administracyjnie należała do województwa poznańskiego.